# エレーナ・デレ・ダン
エレーナ・デレ・ダン（Elena Delle Donne、1989年9月5日 - ）は、アメリカ合衆国の女子プロバスケットボール選手である。ポジションはセンター。WNBA・ワシントン・ミスティクス所属。

## 来歴
デラウェア州ウィルミントン出身。
アースリン・アカデミーではバスケットボールのみならずバレーボールでも活躍。
その後、デラウェア大学を経て、2013年のWNBAドラフトにてシカゴ・スカイに全体2位で指名される。ルーキー・オブ・ザ・イヤーを獲得。
2015年シーズンはMVPを獲得。このシーズンは平均23.4得点とキャリアハイとなるフリースロー成功率95％を記録。
2017年、ステファニー・ドルソンとの交換トレードでワシントン・ミスティクスに移籍。
2019年シーズンはミスティクスのリーグ初優勝に貢献し2度目のリーグMVPを獲得。

### アメリカ代表
2011年ユニバーシアードに出場し、金メダル獲得。
2014年世界選手権のアメリカ代表候補にも選ばれていたが、WNBAプレーオフで負傷したため辞退。
2016年リオデジャネイロオリンピックのアメリカ代表にも選ばれ、金メダルを獲得。